# Jantje Wilms Brinkmann

Die betagte Jantje vor ihrem Haus. Postkarte von 1908.

Jantje Wilms Brinkmann, genannt Jantjemöh (Möh = Tante), auch Jantjemoy, Jantjemoj, Jantjemöj oder Jantjemö geschrieben, (* 15. Oktober 1803 in Spetzerfehn; † 25. November 1908 in Felde) war eine Ostfriesin, die unter ärmlichen Verhältnissen lebte und 105 Jahre alt wurde. Um die Wende vom 19. zum 20. Jahrhundert erlangte sie wegen ihrer Lebensumstände und als älteste Ostfriesin über mehrere Jahre überregionale Bekanntheit. Ihr Abbild wurde schließlich auf Postkarten auch nach Übersee verschickt. Dadurch sind von ihr viele Fotografien überliefert. Zudem hat sie mit ihrem harten, alten Dialekt auf Phonographenwalzen eingesprochen. Sie galt als Verkörperung von Ostfriesenart und Teegenuss schlechthin. In den 1930er Jahren machte eine Ostfriesische Teefirma Jantjemöh deshalb zur Werbe-Ikone.

## Leben

Jantje Moi um 1900

Jantje kam am 15. Oktober 1803 als Tochter des unter ärmlichen Verhältnissen lebenden Torfschiffers Willm Janssen Brinkmann und seiner Frau Gretje, geborene Tomsen (Clöver) in Spetzerfehn zur Welt. Sie hatte sechs Geschwister. Über ihre Kindheit und Jugend ist wenig bekannt. Überliefert ist, dass sie einmal das Schiff ihres Vaters in Emden abholen musste. Willm Janssen Brinkmann hatte zuvor mit anderen Schiffern versucht, die Kontinentalsperre zu umgehen und war daraufhin von den französischen Besatzern festgesetzt und zusammen mit den anderen Schiffern in die französische Marine eingezogen worden.
Am 7. November 1834 heiratete sie Balze Janssen Saathoff (* 1807; † 1900), einen Kolonisten aus Zwischenbergen, in Aurich-Oldendorf. Mit ihrem Mann zog sie am Rand des Moores in Voßbarg in eine kleine Moorkate, die nur wenige Kilometer von ihrem Elternhaus entfernt stand. Diese Kate bestand aus Torfsoden, Lehm und Schilfrohr und war etwa zehn Schritt lang und vier Schritt breit. Das Paar hatte sechs Kinder: Gretje Margaretha Balzen (* 1831), Margaretha Balzen (* 1832), Gretje Balzen Saathoff (* 1838), Johanna Balzen Saathoff (* 1842), Jann Balzen Saathoff (* 1845) und Willm Balzen (* 1848 im Alter von 6 Tagen verstorben). Ihren Lebensunterhalt bestritt die Familie durch eine kleine Landwirtschaft und Torfstechen. Zudem stellte sie Besen aus Moorheide oder Bentgras her, die sie in den umliegenden Bauerndörfern verkaufte. Wahrscheinlich ist die Familie auch von der Kirche unterstützt worden. Im Laufe des 19. Jahrhunderts scheint die Familie umgezogen zu sein. Die ersten drei Kinder wurden in Voßbarg geboren, die späteren drei in Zwischenbergen. Trotz der ärmlichen Verhältnisse erreichten Jantje und ihr Mann ein hohes Alter. Nachdem ihr Mann am 16. Februar 1900 im Alter von 93 Jahren starb, zog Jantje zurück in die Kate nach Voßbarg, wo sie weiter unter ärmlichsten Verhältnissen von den geringen Erträgen ihrer Landwirtschaft, gelegentlichen Spenden der Dorfbewohner oder der Unterstützung durch Familienmitglieder lebte.

Jantje vor ihrem Haus. Postkarte von 1905.

Als sie 1903 einhundert Jahre alt wurde, schickte ihr der Regierungspräsident in Aurich ein Glückwunschtelegramm. Im Dorf wurde sie mit einem großen Fest gefeiert. Journalisten wurden auf sie aufmerksam und berichteten über sie. Die Greisin war nie ernsthaft krank gewesen. Auf ihr hohes Alter angesprochen, schwor sie auf Tee. Ihr über dem offenen Herdfeuer hängender Treckpott (Teekessel) wurde nie kalt. Es wurden Fotos von ihr gemacht und auf Postkarten gedruckt, die zunächst in der Region, später aber auch in Frankfurt und in Hamburg vertrieben wurden. Als älteste ostfriesische Kolonistenfrau wurde ihr Abbild als „Gruß aus Ostfriesland“ in die Welt verschickt. Sie galt als Verkörperung von Ostfriesenart und Teegenuss schlechthin. Die Postkarten wurden mehrfach neu aufgelegt. Betitelt waren sie mit „Gruß aus Ostfriesland. Die älteste Ostfriesin Jantjemoy aus Vossbarg bei Strackholt * 1803. Vor ihrem allein bewohnten Haus stehend“. Dazu gab es eine Altersangabe wie „Im 102ten Jahre, noch lebend“ oder „Jantjemö im 104. Jahre, noch lebend. Naturaufnahme aus Ostfriesland“. Diese Postkarten wurden auch nach Nordamerika versendet. Zudem hat sie mit ihrem harten, alten Dialekt auf Phonographenwalzen eingesprochen.
Jantje verdiente daran nichts. Sie lebte weiter in ärmlichen Verhältnissen. Ihre Nachkommenschaft war riesig. So sind auf einem Foto, das an ihrem 103. Geburtstag entsteht, rund um die betagte Frau etwa 50 Verwandte zu sehen. Um 1906 zog sie zu ihrem Sohn nach Felde, wo sie am 25. November 1908 verstarb. Sie wurde auf dem Friedhof an der Holtroper Kirche beigesetzt.
In den 1930er Jahren erlangte Jantjemöh erneut Berühmtheit, als eine ostfriesische Teefirma auf ihre Lebensgeschichte aufmerksam wurde, sich ihre Popularität zunutze machte und sie zur Werbeikone machte. Dazu versah sie eine der überlieferten Postkarten mit dem Werbespruch: „Willst du hundert Jahre werden, frei von Krankheit und Beschwerden, reich beglückt ins Grab dann sinken, darfst, wie sie, nur Tee du trinken.“